# Alyson Michalka
Alyson Michalka (ur. 25 marca 1989 roku w Torrance, w Kalifornii) – amerykańska aktorka, piosenkarka oraz autorka piosenek. Znana z roli Keely Teslow w serialu Disney Channel Filip z przyszłości oraz z roli Taylor Callum w filmie Piękne mleczarki. Razem ze swoją młodszą siostrą tworzyły zespół 78violet. W 2017 roku duet sióstr powrócił do używania pierwotnej nazwy zespołu i wydaje swoje single i albumy pod szyldem Aly & AJ.

## Życiorys
Alyson Michalka urodziła się w Torrance w Kalifornii. Alyson i jej siostra, Amanda (która jest dwa lata młodsza), mieszkały i dorastały w Seattle. Michalka gra na pianinie od szóstego roku życia, a na gitarze od trzynastego. Występować zaczęła w wieku pięciu lat, głównie w kościelnych przedstawieniach. Była wychowywana w chrześcijańskiej rodzinie i nadal praktykuje wiarę.

### Kariera
Jej kariera aktorska zaczęła się, gdy dołączyła do obsady serialu Filip z przyszłości jako Keely Teslow. Wystąpiła także w filmie I wszystko jasne, gdzie grała Allyson Miller, ambitną dziennikarkę oraz w Pięknych mleczarkach, gdzie wystąpiła razem z siostrą. W 2009 roku zagrała główną rolę w filmie Bandslam, opowiadającym o grupie nastolatków tworzących zespół. W filmie wystąpiła również Vanessa Hudgens.

Podpis aktorki

Michalka i jej siostra utworzyły duet Aly & AJ, 16 sierpnia 2005 wydały pierwszy album Into the Rush, kolejna płyta Insomniatic ukazała się w 2007 roku.

## Filmografia

### Filmy i seriale
| Rok       | Tytuł                                | Rola                           |
| --------- | ------------------------------------ | ------------------------------ |
| 2004–2006 | Filip z przyszłości                  | Keely Teslow                   |
| 2005      | I wszystko jasne                     | Allyson Miller                 |
| 2006      | Haversham Hall                       | Nebula Wade                    |
| 2006      | Piękne mleczarki                     | Taylor Callum                  |
| 2007      | Super Sweet 16: The Movie            | Taylor Plimpton (Taylor Tiara) |
| 2009      | Bandslam                             | Charlotte Barnes               |
| 2010      | Łatwa dziewczyna                     | Rhiannon                       |
| 2010      | Hellcats                             | Marti Perkins                  |
| 2011      | Współlokatorka                       | Tracy                          |
| 2011      | CSI: Kryminalne zagadki Nowego Jorku | Miranda                        |
| 2015-2019 | iZombie                              | Peyton Charles                 |